# مهرنوش پسر اسفندیار
مِهرنوش نام یکی از پسران اسفندیار است که به دست فرامرز در داستان رستم و اسفندیار کشته شد.. در لغت‌نامه دهخدا دربارهٔ او آمده است: نام یکی از پسران اسفندیار که به‌دست فرامرز در جنگ زابل کشته شد.

## مهرنوش در شاهنامه
چون به فرمان گشتاسپ، اسفندیار در دژ گنبدان در بند کشیده شد، مهرنوش، در کنار پدر بود. مهرنوش پس از رهایی اسفندیار از بند به کین خواهی لهراسپ، با سپاه ارجاسپ نبرد نمود. مهرنوش همچنین در جنگ رستم و اسفندیار حضور داشت.
فردوسی در شاهنامه اینگونه از او یاد کرده‌است:
| یکی نام بهمن یکی مهرنوش  |  | سوم آذر افروز، گرد به‌هوش   |
| .                        |  | .                          |
| پسر بود او را گزیده چهار |  | همه رزم‌جوی و همه نیزه‌دار   |
| یکی نام بهمن، دوم مهرنوش |  | سیم نام او بد دل افروز طوش |
| چهارم بدش نام نوش‌آذرا    |  | نهادی کجا گنبد آذرا        |

### کشته شدن مهرنوش[۵]
پس از کشته شدن، نوش آذر به دست زواره، مهرنوش به انتقام خون برادر به جنگ با سپاه زواره می‌رود و با فرامرز 
درگیر می‌شود که توان مقابله با فرامرز را ندارد و توسطِ وی کشته می‌شود :
| چو نوش‌آذر نامور کشته شد    |  | سپه را همه روز برگشته شد  |
| برادرش گریان و دل پر ز جوش |  | جوانی که بد نام او مهرنوش |
| غمی شد دل مرد شمشیرزن      |  | برانگیخت آن بارهٔ پیلتن    |
| برفت از میان سپه پیش صف    |  | ز درد جگر بر لب آورده کف  |
| وزان سو فرامرز چون پیل مست |  | بیامد یکی تیغ هندی به دست |
| برآویخت با او همی مهرنوش   |  | دو رویه ز لشکر برآمد خروش |
| گرامی دو پرخاشجوی جوان     |  | یکی شاهزاده دگر پهلوان    |
| چو شیران جنگی برآشوفتند    |  | همی بر سر یکدگر کوفتند    |
| در آوردگه تیز شد مهرنوش    |  | نبودش همی با فرامرز توش   |
| بزد تیغ بر گردن اسپ خویش   |  | سر بادپای اندرافگند پیش   |
| فرامرز کردش پیاده تباه     |  | ز خون لعل شد خاک آوردگاه  |